# Batman Returns (игра, Konami)
Batman Returns (яп. バットマンリターンズ Баттоман Рита:ндзу, «Бэтмен возвращается») — компьютерная игра в жанре платформер, повествующая о приключениях супергероя Бэтмена, основанных на одноимённом кинофильме 1992 года «Бэтмен возвращается». Версии для NES и SNES разрабатывались и выпускались компанией Konami.

## Игровой процесс
Игра представляет собой beat 'em up. Уровни (улицы и здания Готэма, логово Пингвина) оформлены в виде двухмерной графики. Они представляют собой замкнутые локации, на которых расположены враги и препятствия; в конце большинства уровней находятся боссы.
Версии NES и SNES, сохраняя общий сюжет и игровой процесс, сильно отличаются графическим исполнением. В игре присутствует уровень с ездой на бэтмобиле, который в NES выполнен в виде стандартного скролл-шутера с видом сбоку, а в SNES — с использованием режима 7 и видом сзади.

## Оценки
Немецкий журнал Total! присудил версии для SNES высокую оценку «1-/5» (чем меньше, тем лучше), отметив, что в игре присутствуют интересные игровые элементы, однако в целом она уступает другим играм в жанре beat 'em up. Версия для NES от того же издания получила более низкую оценку — «3/5» (чем меньше, тем лучше). Редакторы отметили, что в целом игра выполнена хорошо, но затянутость уровней и скудный набор противников делают её скучной и однообразной.